# جین سیسکل
یوجین کال سیسکل (انگلیسی: Eugene Kal Siskel؛ ۲۶ ژانویهٔ ۱۹۴۶ – ۲۰ فوریه ۱۹۹۹) منتقد فیلم آمریکایی و از روزنامه‌نگاران شیکاگو تریبون بود. وی میان سال‌های ۱۹۶۹ تا ۱۹۹۹ میلادی فعالیت می‌کرد. او به همراه همکار خود راجر ایبرت از سال ۱۹۷۵ تا زمان مرگش در سال ۱۹۹۹ مجری مجموعه‌ای از برنامه‌های نقد و بررسی فیلم در تلویزیون بود.